# Rugby a 15 nel 1967

## Attività Internazionale

### Altri Test-match "full international"
| Amsterdam 19 marzo 1967 | Paesi Bassi | 14 – 6 | Belgio |  |

| Lisbona 26 marzo 1967 | Portogallo | 5 – 0 | Spagna |  |

| Danzica 2 luglio 1967 | Polonia | 3 – 28 | Romania |  |

| Praga 17 settembre 1967 | Cecoslovacchia | 46 – 6 | Belgio | Troja |

| Copenaghen 1º ottobre 1967 | Danimarca | 6 – 9 | Svezia |  |

| Hannover 15 ottobre 1967 | Germania Ovest | 6 – 0 | Paesi Bassi |  |

| Uppsala 29 ottobre 1967 | Svezia | 3 – 27 | Cecoslovacchia |  |

| Polawi 1967 | Polonia | 3 – 0 | Germania Est |  |

### Test match semiufficiali
| Amburgo 26 marzo 1967 | Germania Ovest | 0 – 22 | Francia XV |  |

### Vari incontri ufficiosi
| Grobbendonck 1º marzo 1967 | Belgio | 3 – 28 | British Army on the Rhine |  |

| Bruxelles 16 marzo 1967 | Belgio | 3 – 22 | British Army on the Rhine |  |

| Buenos Aires 30 settembre 1967 | Rosario            | 5 – 14 | Uruguay XV | San Isidro Club\| Arbitro: \| Casimiro Gutiérrez \| |
| Arbitro:                       | Casimiro Gutiérrez |        |            |                                                     |

| Liegi 1º ottobre 1967 | Belgio | 18 – 0 | Assia |  |

| Aniche 11 novembre 1967 | Fiandre | 6 – 9 | Belgio |  |

## La nazionale italiana
| Albertville 19 marzo 1967 | Comitee des Alpes | 17 – 3 | Italia XV |  |

## I Barbarians
Nel 1967 la squadra ad inviti dei Barbarians ha disputato i seguenti incontri:
| Northampton 2 marzo 1967 | East Midlands | 14 – 14 | Barbarians |  |

| Penarth 24 marzo 1967 | Penarth RFC | 0 – 13 | Barbarians |  |

| Cardiff 25 marzo 1967 | Cardiff RFC | 11 – 5 | Barbarians | National Stadium |

| Swansea 27 marzo 1967 | Swansea RFC | 16 – 26 | Barbarians | St. Helen's |

| Newport 28 marzo 1967 | Newport RFC | 6 – 15 | Barbarians | Rodney Parade |

| Sudbury, Suffolk 19 aprile 1967 | Wasps | 8 – 36 | Barbarians |  |

| Leicester 27 dicembre 1967 | Leicester Tigers | 6 – 15 | Barbarians | Welford Road |

## Campionati nazionali
| Sudafrica            | Currie Cup               | non assegnata                 |
| Nuovo Galles del Sud | Shute Shield             | Randwick                      |
| Argentina            | Camp. di Buenos Aires    | Belgrano Athletic Club e CASI |
|                      | Argentino 1968           | Buenos Aires                  |
| Francia              | Campionato 1966-67       | Montauban                     |
|                      | Challenge Yves du Manoir | Lourdes                       |
| Inghilterra          | Campionato delle Contee  | Durham e Surrey               |
| Irlanda              | Interprovinciale         | Ulster Rugby                  |
| Italia               | Campionato               | L'Aquila                      |
|                      | Coppa                    | Cus Roma                      |
| Romania              | Campionato               | Grivitza Rosie                |
| Portogallo           | Coppa                    | Benfica                       |
| Spagna               | Copa del Rey             | CR Cisneros                   |
| Canada               | Interprovinciale         | British Columbia              |
| Brasile              | Campionato               | São Paulo Athletic Club       |